# Nagroda im. Jana Długosza
Nagroda im. Jana Długosza – nagroda w konkursie, który towarzyszy Targom Książki w Krakowie, jest jedyną inicjatywą w Polsce, która popularyzuje i nagradza dzieła wnoszące istotny wkład w rozwój nauki i kultury, napisane przez polskiego autora, wydane w roku poprzedzającym przyznanie Nagrody. Zgłaszane do Konkursu dzieła to pozycje wysokiej próby, które dzięki walorom znakomitego języka i przejrzystego stylu mogą trafić nie tylko do wąskiego grona naukowców, ale także do środowisk nieprofesjonalnych czytelników i tym samym stać się tematem szerszej debaty publicznej, przyczyniając się do budowania naszej świadomości historyczno-kulturowej.
Zwycięzca otrzymuje nagrodę pieniężną i statuetkę dłuta autorstwa Bronisława Chromego.

## Dotychczasowi laureaci
| Rok  | Laureat                                 | Dzieło                                                                            | Źródło |
| ---- | --------------------------------------- | --------------------------------------------------------------------------------- | ------ |
| 1998 | Barbara Skarga                          | Tożsamość i różnica. Eseje metafizyczne                                           | [ 1 ]  |
| 1999 | Mieczysław Tomaszewski                  | Chopin. Człowiek, Dzieło, Rezonans                                                | [ 2 ]  |
| 2000 | Eugeniusz Cezary Król                   | Propaganda i indoktrynacja narodowego socjalizmu w Niemczech 1919-1945            | [ 3 ]  |
| 2001 | Stefan Swieżawski                       | Dzieje europejskiej filozofii klasycznej                                          | [ 4 ]  |
| 2002 | Jan Błoński                             | Witkacy                                                                           | [ 5 ]  |
| 2003 | Teresa Kostkiewiczowa                   | Polski wiek świateł. Obszary swoistości                                           | [ 6 ]  |
| 2004 | Wacław Hryniewicz                       | Nadzieja uczy inaczej                                                             | [ 7 ]  |
| 2005 | Mirosława Marody i Anna Giza-Poleszczuk | Przemiany więzi społecznych                                                       | [ 8 ]  |
| 2006 | Piotr Piotrowski                        | Awangarda w cieniu Jałty. Sztuka w Europie Środkowo-Wschodniej w latach 1945–1989 | [ 9 ]  |
| 2007 | Jerzy Strzelczyk                        | Zapomniane narody Europy                                                          | [ 10 ] |
| 2008 | Stanisław Mossakowski                   | Kaplica Zygmuntowska 1515-1533                                                    | [ 11 ] |
| 2009 | Teresa Chylińska                        | Karol Szymanowski i jego epoka                                                    | [ 12 ] |
| 2010 | Mieczysław Nurek                        | Gorycz zwycięstwa                                                                 | [ 13 ] |
| 2011 | Hanna Świda-Ziemba                      | Młodzież PRL. Portrety pokoleń w kontekście historii.                             | [ 14 ] |
| 2012 | Andrzej Friszke                         | Czas KOR-u. Jacek Kuroń a geneza Solidarności.                                    | [ 15 ] |
| 2013 | Jerzy Holzer                            | Europa Zimnej Wojny                                                               | [ 16 ] |
| 2014 | Grzegorz Niziołek                       | Polski teatr Zagłady                                                              | [ 17 ] |
| 2015 | Michał Głowiński                        | Rozmaitości interpretacyjne. Trzydzieści szkiców                                  | [ 18 ] |
| 2016 | Anna Machcewicz                         | Bunt. Strajki w Trójmieście. Sierpień 1980                                        | [ 19 ] |
| 2017 | Przemysław Czapliński                   | Poruszona mapa                                                                    | [ 20 ] |
| 2018 | Monika Bobako                           | Islamofobia jako technologia władzy. Studium z antropologii politycznej           | [ 21 ] |
| 2019 | Joanna Tokarska-Bakir                   | Pod klątwą: społeczny portret pogromu kieleckiego Tom I                           | [ 22 ] |
| 2020 | Michał Roch Kaczmarczyk                 | Aporia wolności. Krytyka teorii społecznej                                        | [ 23 ] |
| 2021 | Zbigniew Mentzel                        | Kołakowski. Czytanie świata. Biografia                                            | [ 24 ] |
| 2022 | Rafał Matyja                            | Miejski grunt. 250 lat polskiej gry z nowoczesnością                              | [ 25 ] |